# Contraloría General del Estado
La "Contraloría General del Estado" según lo establece la «Constitución» y la «Ley Orgánica de la Contraloría General del Estado» es la entidad del estado responsable de supervisar el uso de los recursos estatales y de entidades privadas que dispongan de recursos públicos. Sus funciones incluyen dirigir el sistema de control administrativo, determinar responsabilidades relacionadas con su ámbito de control, expedir normativa para sus funciones y asesorar a los órganos y entidades del Estado. Su objetivo es examinar y evaluar la gestión y uso de recursos públicos, observando aspectos como la legalidad, efectividad, economía y eficiencia de las operaciones y programas evaluados.
En otras palabras es la máxima institución de control fiscal del estado ecuatoriano. Es una entidad de carácter nacional con jurisdicción en todo el territorio, es decir, en las 24 provincias que lo constituyen. Este organismo de control tiene la misión de precautelar el buen uso de los recursos estatales a través de auditorías gubernamentales en las entidades públicas y privadas que gestionen fondos y/o bienes públicos. Ejerce sus funciones enmarcada en la autonomía administrativa, financiera, presupuestaria y organizativa que le confiere la Constitución de la República.
La Contraloría forma parte de la Función de Transparencia y Control Social, junto con las instituciones que tienen como misión el control del sector público y de las personas naturales o jurídicas del sector privado que presten servicios o desarrollen actividades de interés público. Estas son: Consejo de Participación Ciudadana y Control Social, Defensoría del Pueblo y superintendencias de Compañías, Bancos, Telecomunicaciones, Economía Popular y Solidaria; y, Control del Poder de Mercado.

## Base constitucional y legal
El artículo 211 de la Constitución de la República del Ecuador de 2008, reconoce a la Contraloría como un organismo técnico encargado del control de la utilización de los recursos estatales, y la consecución de los objetivos de las instituciones del Estado y de las personas jurídicas de derecho privado que dispongan de recursos públicos.
Además, le atribuye las siguientes funciones (art. 212):
1. Dirigir el sistema de control administrativo que se compone de auditoría interna, auditoría externa y del control interno de las entidades del sector público y de las entidades privadas que dispongan de recursos públicos.
2. Determinar responsabilidades administrativas y civiles culposas e indicios de responsabilidad penal, relacionadas con los aspectos y gestiones sujetas a su control, sin perjuicio de las funciones que en esta materia sean propias de la Fiscalía General del Estado.
3. Expedir la normativa para el cumplimiento de sus funciones.
4. Asesorar a los órganos y entidades del Estado cuando se le solicite

Ley Orgánica de la Contraloría General del Estado (LOCGE)
El artículo 1 de la LOCGE establece que la institución dirige el sistema de control, fiscalización y auditoría del Estado y regula su funcionamiento, con la finalidad de examinar, verificar y evaluar la utilización de recursos, administración y custodia de bienes públicos.
El sistema de control, fiscalización y auditoría tiene como objetivo examinar, verificar y evaluar la gestión administrativa, financiera, operativa y, cuando corresponda, la gestión medio ambiental de las instituciones del Estado y sus servidores. En esta labor se observará aspectos como la legalidad, efectividad, economía y eficiencia de las operaciones y programas evaluados.

## Historia
El 2 de diciembre de 1927, como consecuencia del asesoramiento prestado al país por la Misión Kemmerer, entró en vigencia la Ley Orgánica de Hacienda, publicada en el Registro Oficial N.º 448 de 16 de noviembre de 1927. A través de este documento se creó, entre otras instituciones, la Contraloría General de la Nación, como departamento independiente del gobierno, con el objetivo de realizar el control fiscal, compilar cuentas y constituir la oficina central de la contabilidad del Estado.
Con el decreto “Ley 1065-A” se reformó la ley Orgánica de Hacienda de 1927. Estas enmiendas fueron codificadas en 1960 y establecieron que la Contraloría debe contar con un sistema moderno de control (Sistema Integrado de Administración Financiera y Control), con el fin de precautelar la administración, efectiva y eficiente, de los recursos humanos, materiales y financieros del Estado.
La Constitución de 1967, en el Título X, se cambió la denominación de "Contraloría General de la Nación" por “Contraloría General del Estado”. Esta modificación, más que nominal, respondió a la necesidad de alinear las funciones institucionales con la definición del Estado como organización jurídica y política. Además, se instauró como el organismo de fiscalización y contabilidad de la hacienda pública.
En 1977 se expidió la ley Orgánica de Administración Financiera y Control (LOAFYC), que se publicó en el Registro Oficial 337, de 16 de mayo de ese año. Este cuerpo legal sustituyó a la Ley Orgánica de Hacienda Codificada. La LOAFYC contenía las normas fundamentales que rigen la estructura y funcionamiento de la Contraloría General del Estado e instauró el sistema de control gubernamental moderno de los recursos públicos.
Así, la Contraloría dejó de ser la oficina de contabilidad e intervención fiscal, para constituirse en un organismo superior de control de los recursos de las entidades del sector público, con la facultad de observar las operaciones financieras y administrativas de las entidades públicas o privadas que manejen recursos estatales, a través de exámenes especiales, auditorias financieras y auditorias operacionales.
En octubre de 2019 un grupo de personas tomaron la infraestructura y provocaron un incendio.